# Igreja Presbiteriana do Uruguai
A Igreja Presbiteriana do Uruguai (em espanhol: Iglesia Presbiteriana del Uruguay ou IPUY) é uma denominação protestante reformada, confessional, conservadora e calvinista no Uruguai, formada por missões da Agência Presbiteriana de Missões Transculturais da Igreja Presbiteriana do Brasil.
O trabalho da igreja começou na cidade de Montevidéu e atualmente conta com congregações em outras cidade do país.

## História
O Presbiterianismo existe desde 1560, tendo surgido da formação da Igreja da Escócia, por meio do trabalho do reformador John Knox. Este, foi o reformador de seu país após ter passado anos em Genebra com João Calvino. Sendo assim, o presbiterianismo é uma família das Igrejas Reformadas e do Calvinismo.
Em 2009, a Agência Presbiteriana de Missões Transculturais da Igreja Presbiteriana do Brasil iniciou um trabalho missionário em Montevidéu no Uruguai. Em 2014 a igreja foi oficialmente organizada, e no mesmo ano já contava com uma congregação em Mercedes.
A igreja conta hoje com um seminário para preparar seus próprios obreiros e já ordenou presbíteros e diáconos uruguaios.

## Doutrina
Como fruto de missão de uma igreja conservadora, a Igreja Presbiteriana do Uruguai tem a mesma postura quanto a ordenação e doutrina. A igreja só admite candidatos a diácono, presbítero ou ministro membros do sexo masculino.
O sistema de governo da igreja é presbiteriano, a igreja é evangélica, crê na Inerrância bíblica e subscreve a Confissão de Fé de Westminster.

## Relações inter-eclesiásticas
A denominação é membros da Fraternidade Reformada Mundial. Além disso, conta com a ajuda da Agência Presbiteriana de Missões Transculturais, da Igreja Presbiteriana do Brasil, para a plantação de novas igrejas no país. Tem ainda, relações com a Igreja Presbiteriana na América, Igreja Presbiteriana Ortodoxa e Igreja Presbiteriana do Chile.